# Australian Open 2009 - Doppio femminile in carrozzina
Jiske Griffoen e Esther Vergeer erano le detentrici del titolo, ma non hanno partecipato insieme.
Griffoen ha fatto coppia con Florence Gravellier, ma ha perso in semifinale contro Agnieszka Bartczak e Katharina Kruger.
Vergeer ha fatto coppia con Korie Homan e ha battuto in finale 6–1, 6–0, contro Bartczak e Kruger.

## Teste di serie
1. Korie Homan /  Esther Vergeer (campionesse)
2. Florence Gravellier /  Jiske Griffoen (semifinali)

## Tabellone

### Legenda
| - Q = Qualificato - WC = Wild card - LL = Lucky loser | - ALT = Alternate - SE = Special Exempt - PR = Protected Ranking | - w/o = Walkover - r = Ritirato - d = Squalificato |

### Fase finale
|  | Semifinali | Semifinali                          | Semifinali                  | Semifinali | Semifinali |  |  | Finale | Finale                              | Finale                              | Finale | Finale |  |
|  |            |                                     |                             |            |            |  |  |        |                                     |                                     |        |        |  |
|  | 1          | Korie Homan Esther Vergeer          | Korie Homan Esther Vergeer  | 6          | 6          |  |  |        |                                     |                                     |        |        |  |
|  |            | Daniela Di Toro Lucy Shuker         | Daniela Di Toro Lucy Shuker | 1          | 3          |  |  | 1      | Korie Homan Esther Vergeer          | Korie Homan Esther Vergeer          | 6      | 6      |  |
|  |            | Agnieszka Bartczak Katharina Kruger | 7                           | 3          | [10]       |  |  |        | Agnieszka Bartczak Katharina Kruger | Agnieszka Bartczak Katharina Kruger | 1      | 0      |  |
|  | 2          | Florence Gravellier Jiske Griffoen  | 5                           | 6          | [7]        |  |  |        |                                     |                                     |        |        |  |